# محمد تازروت
محند تزيروت أو محمد تازروت (1893 – 1973 في طنجة) فيلسوف وكاتب ومترجم ورحالة جزائري. قام بترجمة العديد من أعمال الفلاسفة الألمان بما في ذلك "أفول الغرب" لأوزفالد شبنجلر في عام 1931، وكتب العديد من الكتب، بما في ذلك تعليقات على الشيوعية السوفيتية (La Métaphysique intellectuelle - 1955)، وكتاب عن التاريخ السياسي لشمال أفريقيا (Histoire politique de l'Afrique du Nord - 1961).
ولد في منطقة القبايل، ودرس في بوزريعة بالجزائر العاصمة، وعُيِّن في مدرسة في ثنية الأحد. في عام 1912، تمرد على المدير وغادر الجزائر إلى القاهرة، والتحق بجامعة الأزهر . في عام 1913، انتقل إلى إيران حيث تعلم الفارسية. انتقل بعد ذلك إلى روسيا ثم الصين حوالي عام 1914، وتعلم اللغات المحلية. ثم زار تازيروت أوروبا، وتم تجنيده في بلجيكا عام 1917 خلال الحرب العالمية الأولى. درس لاحقًا في بواتييه وستراسبورغ. أمضى معظم سنواته العشرين الأخيرة في الجزائر، قبل وفاته في طنجة بالمغرب عام 1973.
في كتابه «التاريخ السياسي لشمال أفريقيا»، يلخص تازروت تاريخ المنطقة بوصفه بـ «سلسلة متتالية لثورات متواصلة ولكنها تختلف في مُدّتها وحِدّتها وكان هدفها الوحيد إبراز الشخصيّة الخاصّة للبربر بتحريرها التدريجي من تبعيّة المستعمر الخارجي الذي كان يضطهدها. إنّ شعبًا أجنبيًا واحدًا – عرب الإسلام – استطاع أن يُدمجه باندِماجِه هو فيه من سنة 640م إلى سنة 1830م».

## روابط خارجية
- Algerie-focus.com باللغة الفرنسية
- ليكسبرسيون باللغة الفرنسية